# Kukruse linnaosa
Kukruse is een van de vijf stadsdistricten (Estisch: linnaosad) van Kohtla-Järve, een stad in het noordoosten van Estland, provincie Ida-Virumaa. De stad bestaat uit vijf stadsdelen die onderling niet verbonden zijn. Kukruse (op het kaartje aangegeven met 5) is wat oppervlakte betreft het een na kleinste stadsdeel (na Oru) en wat bevolkingsaantal betreft het kleinste. Kukruse heeft 464 inwoners (2023). 1,4% van de bevolking van de stad woont in Kukruse.
Het dorp Kukruse ligt ten zuidoosten van het stadsdeel.  De secundaire weg Tugimaantee 93 begint in het stadsdeel Ahtme, komt door Kukruse en komt ten noorden van het stadsdeel Järve uit op de hoofdweg Põhimaantee 1.

## Geschiedenis
De Duitse naam voor Kukruse was Kuckers. Dat was ook de naam van het landgoed waarop Kukruse ontstond. Het bestuurscentrum lag in het huidige dorp Kukruse, waar nog steeds het landhuis van het landgoed staat. Het stadsdeel is gebouwd op grond die hoorde bij het dorp Paate (Duits: Pate), dat al bekend is sinds 1241. Het noordelijk deel van het historische Paate is nog steeds een zelfstandig dorp, het middelste deel werd het stadsdeel Kukruse, het zuidelijk deel valt onder het dorp Kukruse.
In 1916 werd een begin gemaakt met de winning van olieschalie bij Paate. In de vroege jaren twintig werd hier de eerste ondergrondse mijn voor de olieschaliewinning aangelegd. Voor de arbeiders in de olieschalie-industrie werd een nederzetting gebouwd, die de naam Kukruse kreeg. Na de Tweede Wereldoorlog kreeg Kukruse de status van alevik (‘vlek’) en werd ze bij de stadsgemeente Kohtla-Järve ingelijfd. In 1959 werd Kukruse een stadsdeel. De mijn ging in 1968 dicht.

## Faciliteiten
Kukruse had tussen 2007 en 2016 een museum dat was gewijd aan de geschiedenis van de olieschaliewinning, het Kohtla-Järve Põlevkivimuuseum. Het verhuisde in 2016 naar het stadsdeel Järve. Het stadsdeel heeft een opleidingsinstituut voor functies in de medische sector (verpleegkundige, verloskundige, optometrist, tandtechnicus, tandartsassistent). Het is een dependance van een soortgelijk instituut in Tallinn, de Tallinna Tervishoiu Kõrgkool.

## Foto's

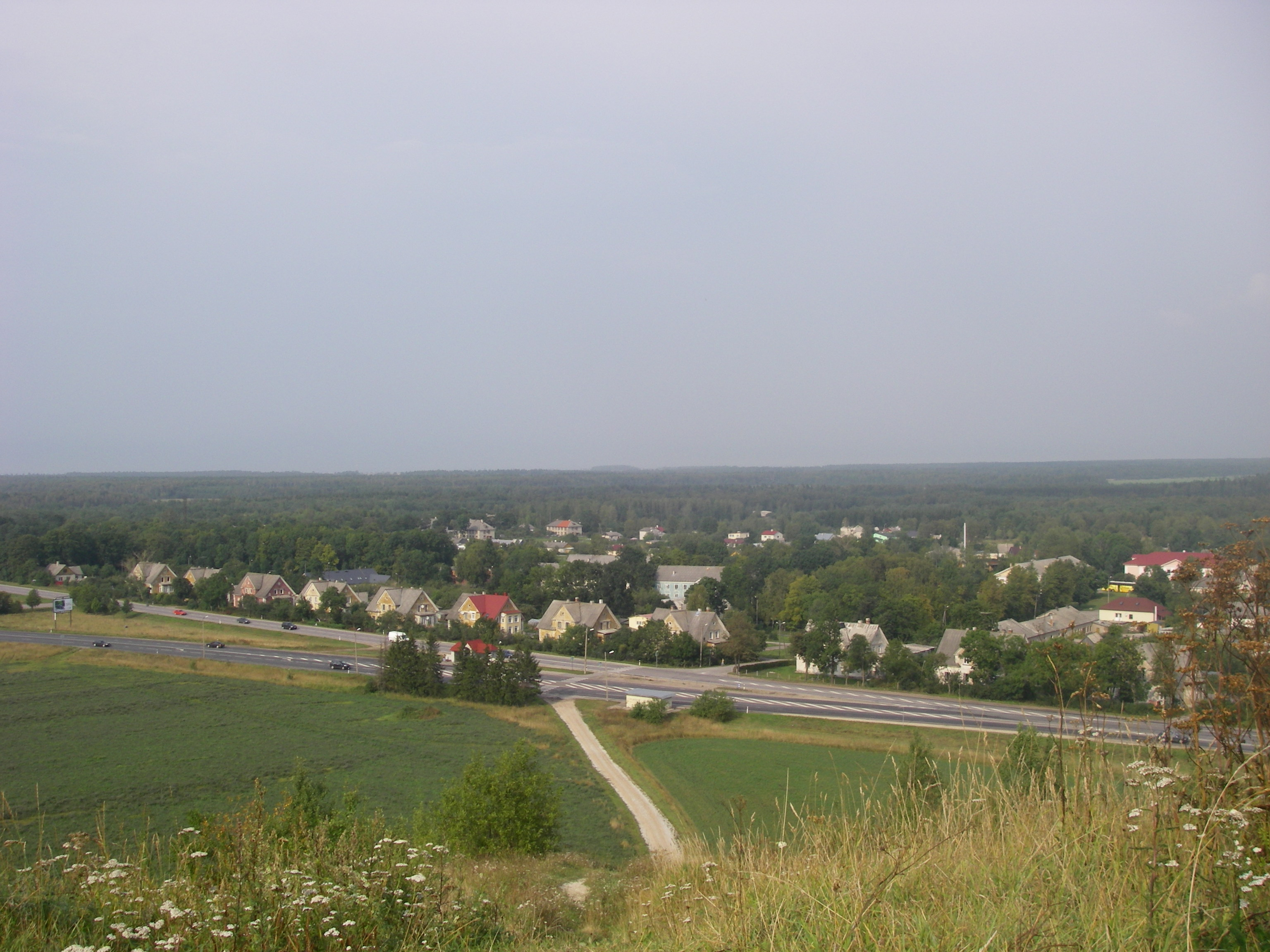
Gezicht op Kukruse anno 2007
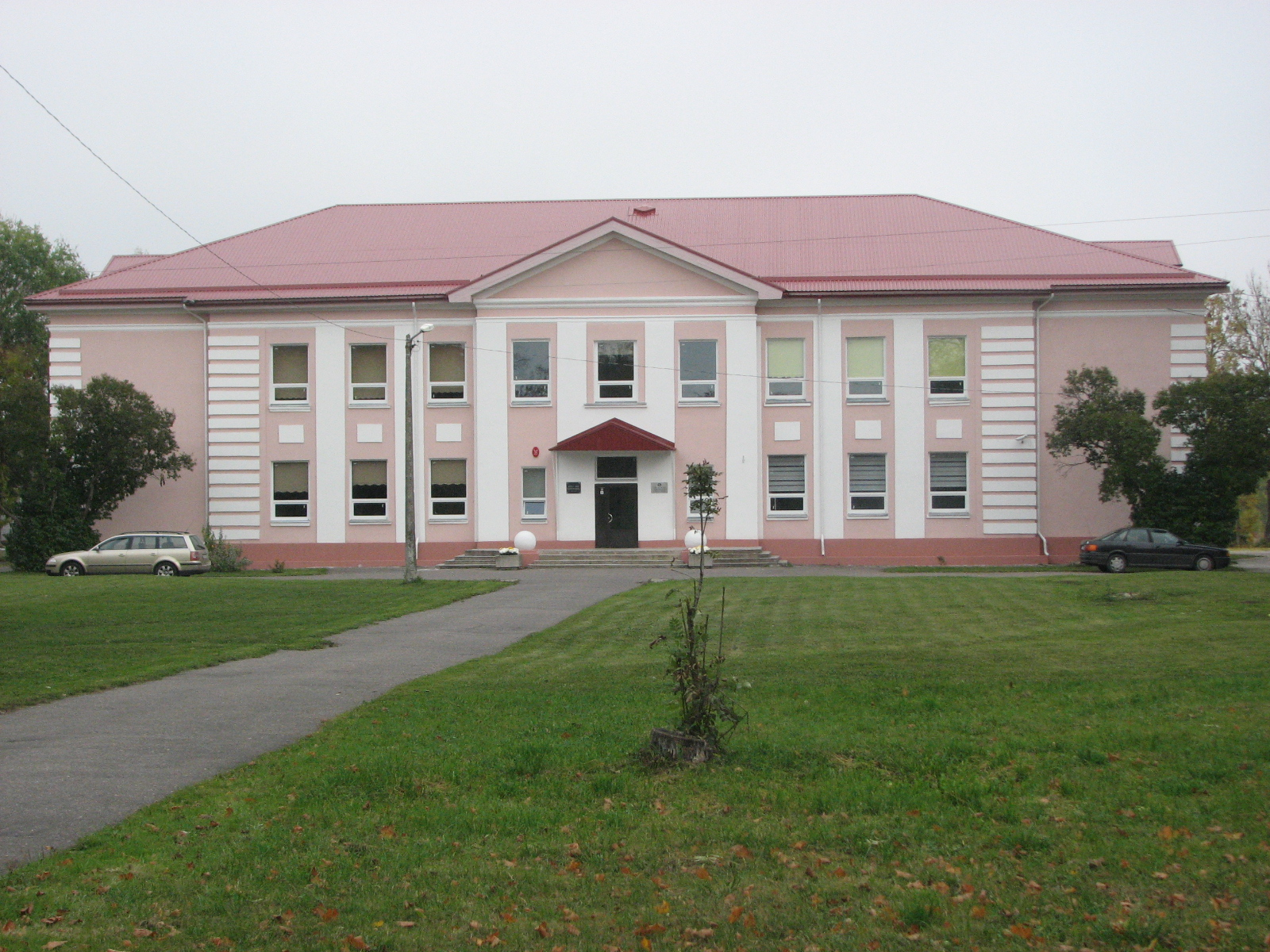
Opleidingsinstituut voor functies in de medische sector